# 無斑短臂鰨
無斑短臂鰨為輻鰭魚綱鰈形目鰨亞目鰨科的其中一種，為亞熱帶海水魚，分布於東大西洋區，從英國西南部至葡萄牙、加那利群島、茅利塔尼亞海域，棲息深度40-380公尺，體長可達46公分，棲息在沙泥底質底層水域，以底棲生物為食生活習性不明，可作為食用魚。

## 扩展阅读
維基物種上的相關：無斑短臂鰨